# Charles de Saint-Étienne de La Tour

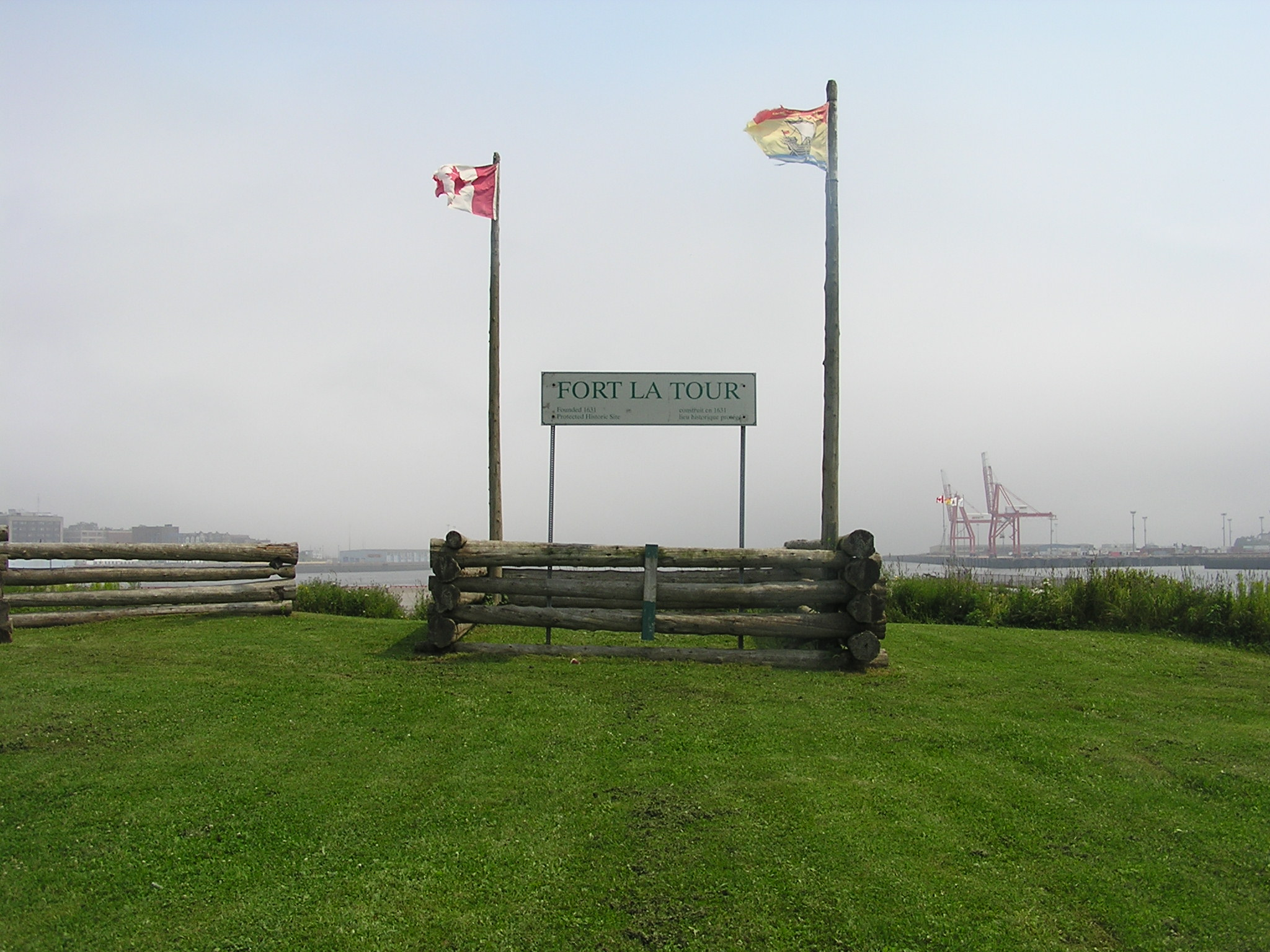
Localisation du Fort La Tour dans le port de Saint-Jean.

Charles de Saint-Étienne de la Tour, né à Bagneux en Champagne, est le fils de Claude Turgis de Saint-Étienne de la Tour de Paris et de Marie Salazar de Bagneux.

## Biographie
À l'âge de 14 ans, Charles arrive à Port-Royal en Acadie avec son père Claude de Saint-Étienne de la Tour dans une expédition menée par Jean de Poutrincourt en 1610 à Port-Royal. L'habitation avait été abandonnée auparavant en 1607 par Poutrincourt à cause d'un financement insuffisant. L'expédition inclut aussi le fils de Poutrincourt, Charles de Biencourt qui avait 19 ans, et Jessé Fléché, un prêtre catholique qui commence à baptiser les Mi'kmaqs autour de Port-Royal, y compris leur chef Membertou qui était le premier chef autochtone en Nouvelle-France à être baptisé et qui s'était allié aux Français.
En 1613, l'habitation est attaquée par Samuel Argall et des colons anglais de la Virginie. Plusieurs colons français furent tués et d'autres enlevés. Le fort et les marchandises furent détruits. Poutrincourt, qui était en France pour recueillir des approvisionnements, retourne à Port-Royal le printemps suivant et est obligé de retourner en France avec les colons survivants. Charles de Biencourt et Charles de la Tour, eux, restent parmi les Mi'kmaqs et s'engagent dans le commerce de la fourrure. Biencourt prend le commandement de l’établissement de Port-Royal. Grâce à la pêche et au commerce des fourrures, les deux Charles parviennent à maintenir le poste.
En 1623, Biencourt meurt dans des circonstances demeurées obscures. La Tour reprend le commandement et entreprend la construction d'un fort au Cap de Sable afin de renforcer la défense de l'Acadie face aux menaces anglaises. Baptisé alors Fort Saint-Louis, il deviendra par la suite le Fort Lomeron.
En 1625, Charles épouse une autochtone convertie au catholicisme et avec qui il a trois filles. Elle meurt cependant quelques années plus tard.
En 1631, Charles devient gouverneur de l'Acadie et fait construire un autre fort à l'entrée du fleuve Saint-Jean, où la ville de Saint-Jean (Nouveau-Brunswick) se trouve actuellement, il s'agit du Fort La Tour. En 1632, c'est au tour de Isaac de Razilly d'être nommé lieutenant-général de la Nouvelle-France et gouverneur de l'Acadie. Il arrive à Port-Royal, envoyé par son cousin le Cardinal Richelieu. La Tour et Razilly se partagent le contrôle de l'Acadie, La Tour contrôlant l'angle sud-ouest de la Nouvelle-Écosse et le territoire le long de la rivière Saint-Jean.
En 1636, Razilly meurt et son successeur, Charles de Menou d'Aulnay, commence une politique de confrontations violentes et coûteuses contre son rival La Tour. Au cours de ces affrontements, Menou d'Aulnay avec l'appui de la cour de France, discrédite La Tour qu'il fait accuser de trahison contre l'Acadie.
Charles de Saint-Étienne de la Tour demande en mariage Françoise-Marie Jacquelin baptisée à Nogent-le-Rotrou dans le Perche. Un contrat de mariage est établi le 31 décembre 1639, à Paris, et signé en son absence. Il se fait représenter par Guillaume Desjardins, sieur du Saint-Val, capitaine de marine pour le roi. Charles François de Saint-Étienne de la Tour naîtra de cette union en 1643 en Acadie et sera baptisé à Nogent-le-Rotrou fin 1645,.
Entre-temps, Menou d’Aulnay continue d'intriguer contre La Tour. En 1645, en l'absence de La Tour parti négocier la fourrure à Boston, attaque et prend le Fort La Tour, dont il tue traîtreusement les défenseurs et envoie les survivants à la potence. Françoise-Marie Jacquelin, épouse de La Tour, qui commandait le fort en l’absence de son mari, est faite prisonnière et meurt trois semaines plus tard. D'Aulnay devient gouverneur-général et ancien seigneur de l’Acadie.
En 1650, d’Aulnay meurt noyé à la suite du naufrage de son canot. La Tour, apprenant la mort de d'Aulnay, revient de France, où il était parti plaider sa cause, et est renommé gouverneur de l’Acadie.
Le 24 février 1653, Charles de La Tour épouse en troisièmes noces Jeanne Motin, la veuve de son ancien ennemi, d’Aulnay. Le couple aura cinq enfants (en plus des huit qu'avait déjà eu Jeanne avec d'Aulney) : Jacques (époux d’Anne Melanson, ils auront une fille dénommée Agathe de Saint-Étienne de La Tour qui se mariera à son tour avec l'officier Jean-Baptiste Bradstreet), Marie (épouse d’Alexandre Le Borgne), Marguerite (épouse d’Abraham Mius d’Entremont dit de Pleinmarais) et Anne (épouse de Jacques Mius d’Entremont, baron de Pobomcoup). La date de décès de Jeanne Motin est inconnue mais une pétition présentée par sa fille Marie révèle qu'elle est morte avant 1667. 
Battu lors d'un raid du major Robert Sedgwick, La Tour se retire progressivement des affaires et s'installe au Cap de sable. Il meurt en 1666.